# Борид рутения
Борид рутения — бинарное неорганическое соединение
рутения и бора
с формулой RuB,
кристаллы.

## Получение
- Сплавление стехиометрических количеств чистых веществ:

{\displaystyle {\mathsf {Ru+B\ {\xrightarrow {1500^{o}C}}\ RuB}}}

## Физические свойства
Борид рутения образует кристаллы
гексагональной сингонии, пространственная группа P 6m2, параметры ячейки a = 0,28517 нм, c = 0,28548 нм, Z = 1,
структура типа карбида вольфрама WC
.
Соединение конгруэнтно плавится при температуре ≈1500°С и
имеет область гомогенности 49÷53 ат.% бора.